# Nottjärnen (Jokkmokks socken, Lappland)
Nottjärnen är en sjö i Jokkmokks kommun i Lappland och ingår i Luleälvens huvudavrinningsområde.